# 库尔梅 (奥恩省)
库尔梅（法語：Coulmer）是法国奥恩省的一个市镇，属于阿尔让唐区（Argentan）加塞县（Gacé）。该市镇总面积6.68平方公里，2009年时的人口为96人。

## 人口
库尔梅人口变化图示